# Pomponema proximamphidum
Pomponema proximamphidum is een rondwormensoort uit de familie van de Cyatholaimidae. De wetenschappelijke naam van de soort is voor het eerst geldig gepubliceerd in 2008 door Tchesunov.